# Hryniów
Hryniów (ukr. Гринів, trb. Hryniw) – wieś na Ukrainie, na terenie obwodu lwowskiego, w rejonie lwowskim, w hromadzie Dawidów.

## Geografia
W pobliżu wsi znajdują się źródła rzeki Boberka (Боберка, Бібрка), będącej dopływem Ługu.

## Historia
W końcu XIX w. wieś leżała w powiecie bobreckim Królestwa Galicji i Lodomerii. Znajdowała się tu greckokatolicka cerkiew parafialna oraz szkoła filialna.
Na początku XX w. istniał obszar dworski Hryniów.
W okresie międzywojennym Hryniów należał do powiatu bóbreckiego w województwie lwowskim II Rzeczypospolitej. Według spisu powszechnego z 1921 r. gmina Hryniów liczyła 174 domy. Mieszkały w niej 924 osoby: 455 mężczyzn i 469 kobiet. Wyznania greckokatolickiego było 809 mieszkańców, 76 – rzymskokatolickiego, 39 – mojżeszowego. Narodowość polską deklarowały 123 osoby, zaś rusińską – 801. W 1934 r. gmina Hryniów na podstawie ustawy scaleniowej została włączona do gminy Podhorodyszcze. Miejscowi rzymscy katolicy należeli do parafii w Starym Siole archidiecezji lwowskiej.
Po II wojnie światowej w granicach ZSRR i od 1991 r. na niepodległej Ukrainie. Do 2020 r. znajdował się w rejonie pustomyckim, w zwenihorodzkiej silskiej radzie.

## Urodzeni
- Antoni Angełłowicz (1756–1814) – urodzony w Hryniowie, pierwszy greckokatolicki metropolita halicki, arcybiskup lwowski[7].
- Josyf Krasycki (1828–1908) – ksiądz greckokatolicki, ukraiński działacz, polityk starorusiński, poseł do galicyjskiego Sejmu i austriackiej Rady Państwa.